# Matthias Schulz (Historiker)

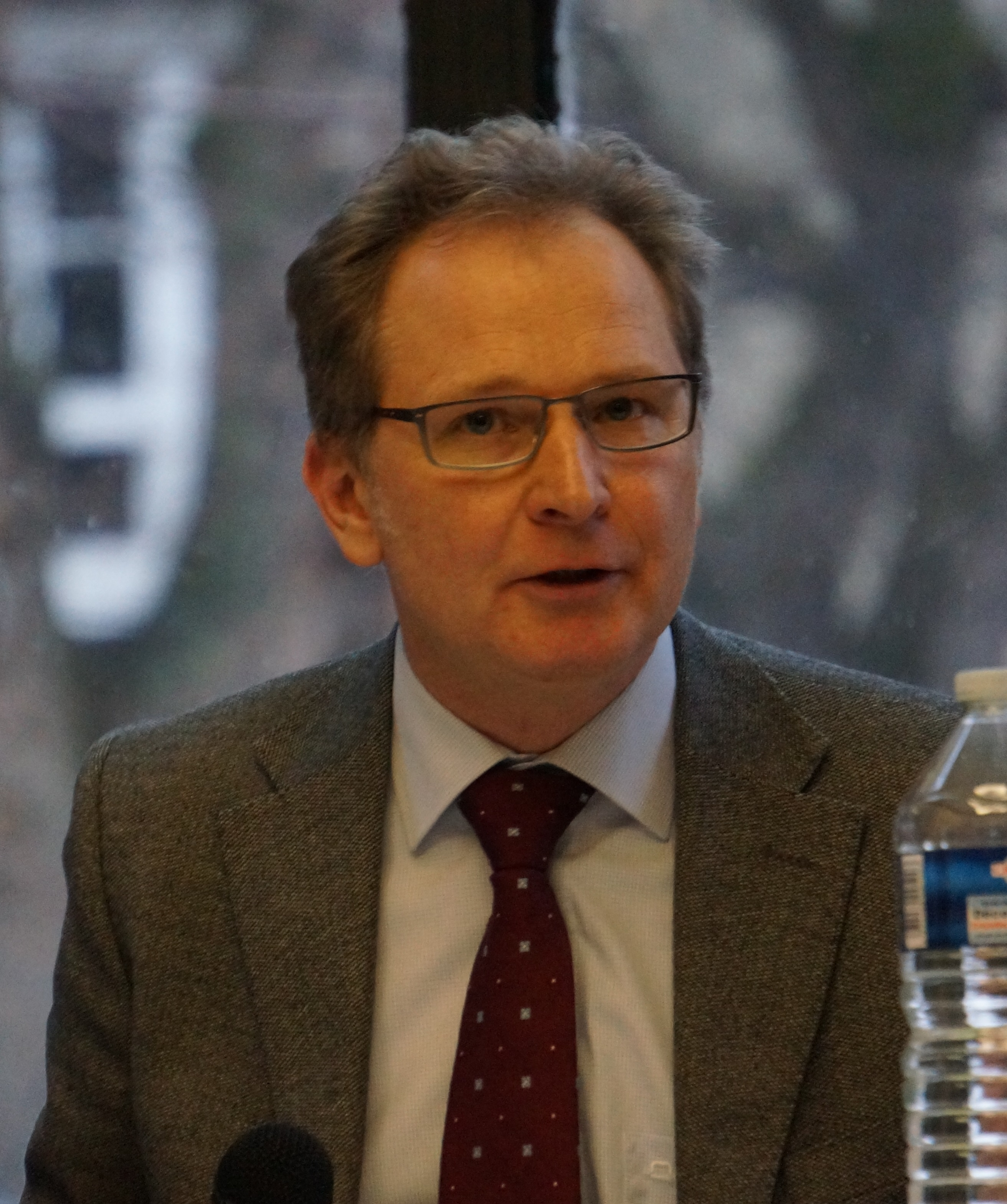
Matthias Schulz (2015)

Matthias Schulz (* 6. Juli 1964 in Lüneburg) ist ein deutscher Historiker. Er ist ordentlicher Professor für Geschichte der Internationalen Beziehungen und Transnationale Geschichte an der Universität Genf.

## Werdegang
Nach dem Studium der Geschichte und der Nordamerikastudien in Hamburg und New Orleans sowie der Internationalen Beziehungen in Genf wurde er 1995 an der Universität Hamburg unter Leitung von Wolf D. Gruner, Jean-Monnet-Professor für Europäische und Neuere Geschichte, mit einer Arbeit über den Völkerbund promoviert. Als Wissenschaftlicher Assistent an der Universität Rostock lehrte er von 1996 bis 2001 neuere europäische und transatlantische Geschichte. Nach der Habilitation mit einer Arbeit über das Europäische Konzert der Großmächte und Ernennung zum Privatdozenten an der Universität Rostock lehrte er von 2001 bis 2006 als DAAD-Visiting-Associate-Professor an der Vanderbilt University (USA) deutsche, europäische und transatlantische Geschichte; 2006/7 folgten ein Forschungsaufenthalt am Institut für Europäische Geschichte in Mainz und ein Lehrauftrag an der Universität Mannheim sowie 2007 der Ruf an die Universität Genf. Von 2010 bis 2013 leitete er dort den Studiengang für Internationale Beziehungen, von 2014 bis 2019 war er Direktor des Departements für allgemeine Geschichte.
Seine Forschungsinteressen umfassen unter anderem die politischen und Gesellschaftsbeziehungen des 19. und 20. Jahrhunderts, insbesondere zwischen Deutschland und Frankreich sowie Europa und den USA, die Genese und Entwicklung internationaler Institutionen und ihr Beitrag zur Regulierung der internationalen Beziehungen, die Geschichte der europäischen Integration sowie die intellektuellen Wurzeln und Praktiken von humanitären Nichtregierungsorganisationen. Er ist Mitglied der Kommission der Diplomatischen Dokumente der Schweiz, Mitglied der Redaktion der historischen Fachzeitschrift Relations internationales und im Beirat der Zeitschrift European Review of International Studies.

## Schriften
Als Autor:
- Regionalismus und die Gestaltung Europas. Die konstitutionelle Bedeutung der Region im europäischen Drama zwischen Integration und Desintegration (= Beiträge zur deutschen und europäischen Geschichte. Band 8). Kraemer, Hamburg 1993, ISBN 3-926952-81-4.
- Deutschland, der Völkerbund und die Frage der europäischen Wirtschaftsordnung 1925–1933 (= Beiträge zur deutschen und europäischen Geschichte. Band 19). Kraemer, Hamburg 1997, ISBN 3-89622-009-8 (zugleich: Dissertation, Universität Hamburg, 1995).
- Normen und Praxis. Das Europäische Konzert der Großmächte als Sicherheitsrat, 1815–1860 (= Studien zur Internationalen Geschichte. Band 21). Oldenbourg, München 2009, ISBN 978-3-486-58788-3 (zugleich: Habilitationsschrift, Universität Rostock, 2002).
- Das 19. Jahrhundert (1789–1914) (= Grundkurs Geschichte). Unter Mitarbeit von Michael Erbe und Nicola Brauch. Kohlhammer, Stuttgart 2011, ISBN 978-3-17-018974-4.

Als Herausgeber:
- mit Mareike König: Die Bundesrepublik Deutschland und die europäische Einigung. 1949–2000. Politische Akteure, gesellschaftliche Kräfte und internationale Erfahrungen. Festschrift für Wolf D. Gruner zum 60. Geburtstag. Steiner, Stuttgart 2004, ISBN 3-515-08465-7.
- mit Eckhardt Fuchs: Globalisierung und transnationale Zivilgesellschaft in der Ära des Völkerbundes (= Zeitschrift für Geschichtswissenschaft. Band 54, Nr. 10). Metropol, Berlin 2006.
- mit Thomas A. Schwartz: The Strained Alliance: US-European Relations from Nixon to Carter. German Historical Institute, Washington D.C., und Cambridge University Press, Cambridge 2010, ISBN 978-0-521-89999-4.